# Shannon County (Missouri)
Shannon County is een county in de Amerikaanse staat Missouri.
De county heeft een landoppervlakte van 2.600 km² en telt 8.324 inwoners (volkstelling 2000). De hoofdplaats is Eminence.